# Ctihodný
Přídavné jméno ctihodný se používá jako součást oslovení některých významných lidí, funkcionářů, představitelů některých náboženství apod.

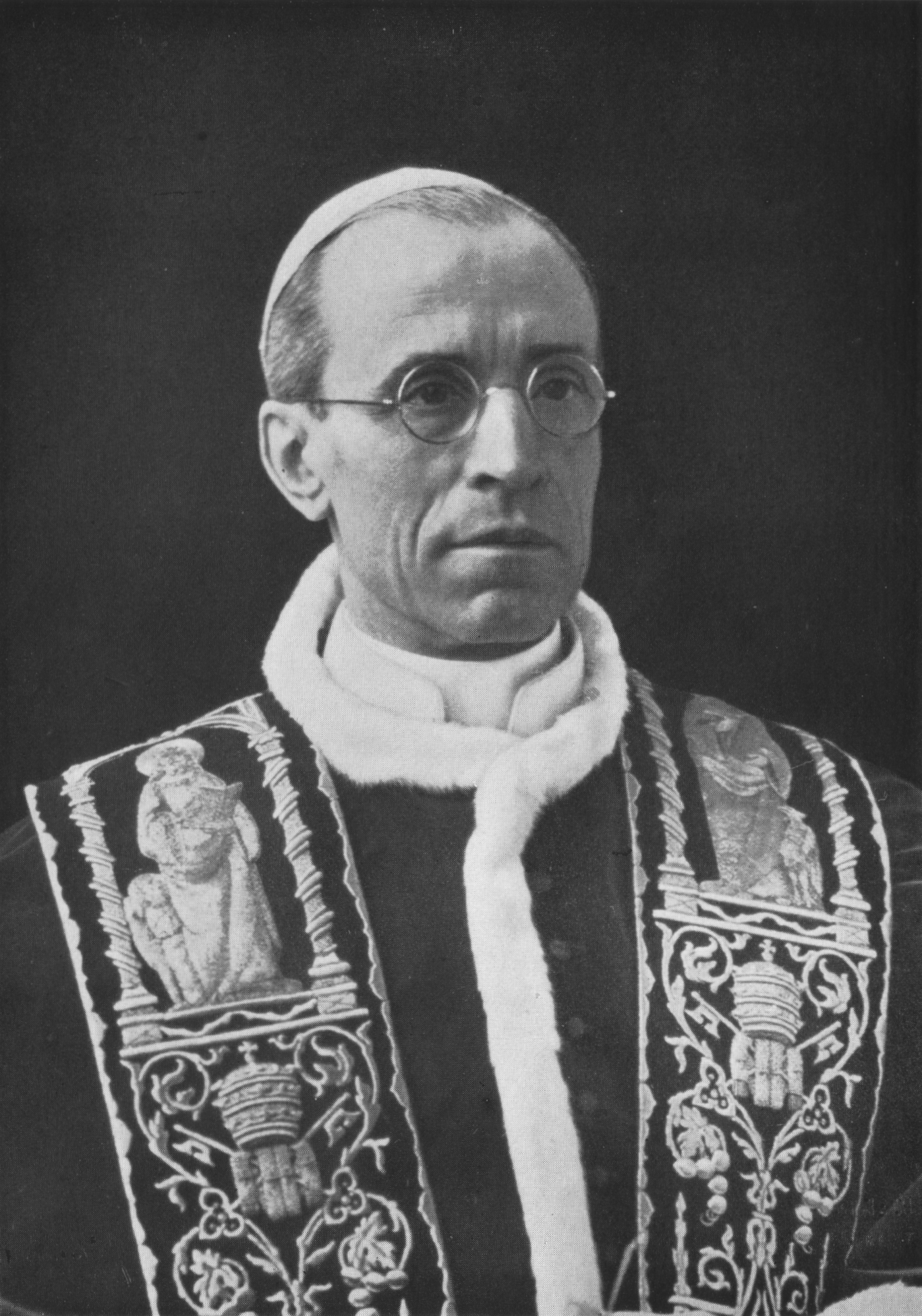
Papež ctihodný Pius XII.

## Náboženství

### Římskokatolická církev
Přídomku Ctihodný (Venerabilis) se používá v římskokatolické církvi pro označení významných osob, které dostaly tento titul a dosud neprošly kanonizačním procesem a nebyly prohlášeni za blahoslaveného nebo svatého, mezi nejznámější patří papež Pius XII., nebo generál řádu karmelitánů Dominik à Jesu Maria.

### Pravoslavná a řeckokatolická církev
V pravoslaví a řeckokatolické církvi se přídomek Ctihodný (řecky Όσιος, církevněslovansky prepodobnyj, rusky Преподобный) užívá pro světce, kteří žili jako mniši, případně poustevníci. Pro světce žijící ve světě (tedy ne jako mniši) se používá titul Spravedlivý.

### Buddhismus
V češtině jsou jako ctihodní oslovování buddhističtí mniši, zejména mniši théravádové tradice. Jedná se o volný překlad pálijského slova Bhante, jehož doslovný překlad zní „Pane“. Doslovný překlad není používán z toho důvodu, že oslovení „Pane“ v češtině nevyjadřuje dostatečný projev úcty na rozdíl od slova ctihodný, které je v evropském kulturním okruhu zažité pro oslovování duchovně významných osob.

## Civilní život
Slovy „vaše ctihodnosti“ se překládá světský titul „vaše prepodobije“.
Označení ctihodný nebo ctihodnost se používá při oslovení soudu nebo soudce (nikoliv však v českém soudnictví).